# UFC 39
UFC 39: The Warriors Return é um evento de artes marciais mistas promovido pelo Ultimate Fighting Championship, ocorrido em 27 de setembro de 2002 no Mohegan Sun Arena em Uncasville, Connecticut.
O evento marcou a luta valendo o Cinturão Peso Pesado do UFC entre Ricco Rodriguez e Randy Couture que foi uma das cinco lutas na história do UFC a acabar no quinto round. O evento também marcou a estreia do então futuro campeão do Peso Pesado do UFC, Tim Sylvia.

## Resultados
Nota 1 Pelo Cinturão Peso-Pesado do UFC.

Nota 2 Semifinal do Torneio de Leves, a final foi entre Penn e Uno no UFC 41.

### Torneio de Peso-Médio
|  | Semifinais     | Semifinais | Semifinais |          |                | Final     | Final | Final |  |
|  |                |            |            |          |                |           |       |       |  |
|  | Estados Unidos | B.J. Penn  | DU         |          |                |           |       |       |  |
|  | Estados Unidos | B.J. Penn  | DU         |          |                |           |       |       |  |
|  | Estados Unidos | Matt Serra | 3          |          |                |           |       |       |  |
|  | Estados Unidos | Matt Serra | 3          |          | Estados Unidos | B.J. Penn | ED1   |       |  |
|  |                |            |            |          | Estados Unidos | B.J. Penn | ED1   |       |  |
|  |                |            | Japão      | Caol Uno | 15:00          |           |       |       |  |
|  | Japão          | Caol Uno   | Japão      | Caol Uno | 15:00          | DU        |       |       |  |
|  | Japão          | Caol Uno   |            |          |                |           |       |       |  |
|  | Estados Unidos | Din Thomas | 3          |          |                |           |       |       |  |

1 In UFC 39, the fight between B.j Penn and Caol Uno was considered in the Contest. The rematch was scheduled for this UFC 41.

## Ligações Externas
1. ↑  Nota 1
2. ↑  Nota 2
3. ↑  Nota 2